# Mercedes McCambridge
Carlotta Mercedes McCambridge (16 de Março de 1916 – 2 de Março de 2004) foi uma atriz norte-americana. É conhecida por ter dublado a voz do demônio Pazuzu no filme O Exorcista, de 1973. Ganhou um Oscar de melhor atriz coadjuvante em 1950 por seu papel em All the King's Men (br: A grande ilusão / pt: A corrupção do poder).

## Primeiros Anos
"Mercy" McCambridge nasceu em Joliet (Illinois) de pais imigrantes irlandeses e católicos; posteriormente dizia ter nascido em 17 de Março de 1918, o que era falso.

## Carreira
McCambridge começou sua carreira como intérprete de radio na década de 1940, trabalhando ao mesmo tempo em espetáculos na Broadway. Sua arrancada em Hollywood aconteceu quando foi escalada para contracenar com o ator Broderick Crawford no filme All the King's Men de 1949. McCambridge cimentou seu prestígio vencendo o Oscar de melhor atriz coadjuvante de 1950 por seu papel no filme, que também ganhou o prêmio de Melhor Filme do Ano. McCambridge ganhou ainda o troféu Globo de Ouro de Melhor Atriz Coadjuvante e de Revelação Feminina pelo mesmo filme.
Em 1954, McCambridge co-estrela com Joan Crawford e Sterling Hayden o filme de faroeste, Johnny Guitar, hoje um clássico cult. McCambridge e Hayden publicamente declararam sua aversão por Crawford, com McCambridge rotulando Crawford de "a bad egg (um ovo podre)." O elenco ainda incluia uma cara nova, apesar de seus quase 40 anos: um certo ator chamado Ernest Borgnine.
Seu desempenho em Johnny Guitar levou-a a co-estrelar com Burt Lancaster e Walter Matthau o filme The Kentuckian, no qual interpreta, mais uma vez, uma mulher de más intenções".
Destacou-se ainda por seu trabalho no filme Giant (br: Assim Caminha a Humanidade / pt: O Gigante) de 1956, de George Stevens, onde interpreta a irmã mais velha de Rock Hudson, Luz Benedict.
McCambridge também é bastante conhecida por ter dublado a voz demoníaca da personagem possuída, interpretada pela atriz Linda Blair, no filme O Exorcista de 1973. McCambridge, no entanto, não foi originalmente creditada pela voz na primeira release do filme, provavelmente para acentuar sua mítica inicial. McCambridge posteriormente veio a público em uma disputa com o criador do filme William Friedkin e a Warner Bros. por sua exclusão dos créditos e, com uma ajuda do Screen Actors Guild, teve seu trabalho incluído nas futuras releases da obra.
McCambridge possui duas estrelas na Calçada da Fama em Hollywood: uma por seus trabalhos no cinema (localizada à altura do nº 1722 da Vine Street), e outra por seus trabalhos em televisão (localizada à altura do nº 6243 da Hollywood Boulevard).
Desde o início da década de 1980, Mercedes McCambridge começou a desfrutar de uma gradativa aposentadoria, interrompida por aparições em eventos especiais. Compareceu à 70ª cerimônia de entrega dos Oscars, em 1998, sendo homenageada em conjunto com outros vencedores do prêmio no decorrer desses 70 anos. Também apareceu no programa em homenagem aos 30 anos do filme O Exorcista, em 2003, discutindo seu papel.
McCambridge contou a história de sua vida no livro The Quality of Mercy: An Autobiography (publicado pela Times Books c1981; ISBN 0812909453). O título faz uso de seu apelido quando criança.

## Vida privada
Foi casada com William Fifield de 1941 a 1946 (divorciou-se).
Casou-se depois com o ator/diretor/produtos Fletcher Markle em 1950 de quem se divorciou em 1962.
O filho único de Mercedes McCambridge, John Lawrence Fifield (que posteriormente adotou o sobrenome do padrasto e tornou-se conhecido como John Markle), matou a família e cometeu suicídio em 1987.
McCambridge morreu em 2 de Março de 2004 em La Jolla, Califórnia, de causas naturais aos 87 anos.

## Filmografia
- All the King's Men (1949)
- Inside Straight (1951)
- The Scarf (1951)
- Lightning Strikes Twice (1951)
- Screen Snapshots: Hollywood Awards (1951)
- Johnny Guitar (1954)
- The Kentuckian (1955)
- Giant (1956)
- A Farewell to Arms (1957)
- Touch of Evil (1958) (Cameo)
- Suddenly, Last Summer (1959)
- Cimarron (1960)
- Angel Baby (1961)
- Run Home Slow (1965)
- 99 Women (1969)
- Justine (1969)
- The Last Generation (1971)
- The Other Side of the Wind (1972) (não terminado)
- Sixteen (1973)
- The Exorcist (1973) (apenas voz)
- Thieves (1977)
- The Concorde ... Airport '79 (1979)
- Echoes (1983)